# Pancrazio De Pasquale
Pancrazio Antonino De Pasquale (ur. 6 sierpnia 1925 w Giardini-Naxos, zm. 26 września 1992 w Palermo) – włoski polityk i samorządowiec, parlamentarzysta krajowy, prezydent Sycylii, poseł do Parlamentu Europejskiego I i II kadencji.

## Życiorys
Ukończył studia filozoficzne. Zaangażował się w działalność polityczną w ramach Włoskiej Partii Komunistycznej, został m.in. jej sekretarzem w Palermo. Był radnym gminy Mesyna, zaś od 1958 do rezygnacji w 1967 zasiadał w Izbie Deputowanych III i IV kadencji. W 1968 wybrano go do rady regionu Sycylia, uzyskiwał reelekcję w 1972 i 1976 (z mandatu zrezygnował w 1980). Sprawował funkcję szefa frakcji komunistycznej, a od 21 czerwca 1976 do 2 marca 1979 pozostawał prezydentem regionu.
W 1979 i 1984 wybierano go posłem do Parlamentu Europejskiego, przystąpił do Grupy Sojuszu Komunistycznego. Został przewodniczącym Komisji ds. Polityki Regionalnej i Planowania Regionalnego (1979–1989), należał też m.in. do Komisji ds. Rolnictwa, Rybołówstwa i Rozwoju Wsi. Po rozwiązaniu PCI przeszedł do Odrodzenia Komunistycznego, z listy którego w kwietniu 1992 ponownie wybrano go do krajowego parlamentu. Zmarł w tym samym roku.
Od 1952 był żonaty z polityk PCI Simoną Mafai.